# ТЕС Вафра
ТЕС Вафра — теплова електростанція на півдні Кувейту.
Станція розташована у комплексі нафтового родовища Вафра, яке лежить у нейтральній зоні між Кувейтом і Саудівською Аравією та перебуває у спільній розробці.
У 1997 році на майданчику станції стали до ладу три встановлені на роботу у відкритому циклі газові турбіни потужністю по 57 МВт. Як паливо вони споживають природний газ.